# Marsylia czterolistna
Marsylia czterolistna (Marsilea quadrifolia) – gatunek paproci wodnej należący do rodziny marsyliowatych. 

## Rozmieszczenie
Gatunek występuje w Europie południowej, w Azji i jako zawleczony w Ameryce Północnej. W Polsce występowała naturalnie na Śląsku. W obrębie współczesnych granic Rybnika istniało stanowisko odkryte w 1871, ostatni raz potwierdzone w 1929. Już w latach 50. XX w. uznano, że marsylia w Polsce wyginęła. W 1973 odnaleziona przypadkowo na brzegu Jeziora Goczałkowickiego została wykopana przez znalazcę i trafiła do Ogrodu Botanicznego w Warszawie. Po namnożeniu część roślin trafiła m.in. do arboretum w Bolestraszycach (Przemyśl), skąd w ostatnich latach XX wieku introdukowana została do zbiorników w okolicy Puław. 
W pierwszych latach XXI w. naukowcy z Centrum Dziedzictwa Przyrody Górnego Śląska podjęli próbę odnowienia śląskiej populacji marsylii w oparciu o zasoby z Bolestraszyc. Niezbędne było przeprowadzenie badań potwierdzających, że marsylia spod Przemyśla jest identyczna pod względem genetycznym jak rośliny występujące na Słowacji, a więc najbliżej stanowiska zaplanowanego w Goczałkowicach. W 2020 roku pracownicy Śląskiego Centrum Wody Uniwersytetu Śląskiego w Katowicach podali do publicznej wiadomości, że od 2018 roku marsylia czterolistna ponownie występuje na brzegu Jeziora Goczałkowickiego.

## Morfologia
LiścieZ cienkiego kłącza wyrastają listki o cienkich ogonkach i podzielonych na 4 części blaszkach - całość przypomina czterolistną koniczynę.

## Biologia i ekologia
Marsylia jest paprocią różnozarodnikową: produkuje mikro- i makrospory, z których rozwijają się silnie zredukowane męskie i żeńskie przedrośla.
BiotopRoślina porastająca błotniste, okresowo zalewane brzegi płytkich, żyznych zbiorników wodnych.

## Zagrożenia i ochrona
Roślina objęta w Polsce ścisłą ochroną gatunkową od 2004 roku. 
Kategorie zagrożenia gatunku:
- Kategoria zagrożenia w Polsce według Czerwonej listy roślin i grzybów Polski (2006)[9]: EW (wymarły i zaginiony na stanowiskach naturalnych); 2016: REW (wymarły w stanie dzikim na obszarze Polski)[10].
- Kategoria zagrożenia w Polsce według Polskiej Czerwonej Księgi Roślin: EW (extinct in wild, wymarły w warunkach naturalnych)[4][11].

## Zastosowanie
Marsylia jest znana jako roślina akwariowa oraz hodowana w ogrodach botanicznych.
W Indiach jej liście spożywane są jako warzywo.